# پیرافورتشا
پیِرافوتشا ( فرانسوی: Pierrafortscha)( آرپیتان: Piérraforchua) یک شهر و شهرداری است که در بخش سرین کانتون فریبورگ در کشور سوئیس واقع شده است.
پیرافورتشا که در زبان فرانسوی به معنای سنگ شکافته‌شده است برای اولین بار در نقشه‌های ترسیم شده در سال ۱۲۶۷ ظاهر شد. تا اواسط قرن گذشته استفاده از نام آلمانی پرفتشید برای این شهر رایج بود، اما به دستور دولت محلی کانتون فریبورگ تنها استفاده از نام فرانسوی مجاز اعلام شد. جمعیت این شهر در پایان سال ۲۰۱۸ بالغ بر ۱۵۶ نفر بوده است.